# Bułgaria na Letniej Uniwersjadzie 2009
Bułgarię na Letniej Uniwersjadzie w Belgradzie reprezentowało 66 zawodników. Bułgarzy zdobyli 2 medale (złoty i brązowy)
Sporty drużynowe w których Bugaria brała udział:
| Dyscyplina  | Mężczyźni | Kobiety |
| Koszykówka  | ✔         |         |
| Piłka nożna |           |         |
| Piłka wodna |           |         |
| Siatkówka   |           |         |

## Medale

### Złoto
- Wania Stambołowa – lekkoatletyka, 400 metrów przez płotki

### Brąz
- Martin Iwanow – judo, kategoria poniżej 66 kg